# Schwaig bei Nürnberg
Schwaig bei Nürnberg è un comune tedesco di 8 303 abitanti, situato nel land della Baviera.

## Storia

### Simboli
Lo stemma comunale è stato adottato il 30 aprile 1979, a seguito dell'unione delle comunità di Behringersdorf e Schwaig, avvenuta il 15 maggio 1976.
Le api sono riprese dallo stemma di Schwaig del 1967 e rappresentano l'apicoltura, diffusa nella zona fin dal Medioevo. I bastoni ardenti provengono dallo stemma dell'attuale frazione di Behringersdorf ed erano l'emblema della famiglia Schürstab di Norimberga, che ebbe un ruolo di primo piano nella storia di Behringersdorf.